# Batalla de Barbastro (1065)
La batalla de Barbastro (1065) fue una de las batallas de la Reconquista, por la que Al-Muqtadir reconquistó la ciudad de Barbastro que en 1064 había sido tomada por los cristianos en la acción denominada la cruzada de Barbastro. 

## Antecedentes
Después de la derrota de la batalla de Graus en la primavera de 1063 en la que murió Ramiro I de Aragón, su hijo Sancho I de Aragón y V de Pamplona, decide atacar la ciudad de Barbastro el 1064 con la ayuda de tropas francas y de Armengol III de Urgel, a quien entregara en tenencia la ciudad. 
A la muerte de Fernando I de León el 1065, la inestabilidad creada por el reparto del reino entre sus hijos, provoca que al-Muktadir deje de pagar parias a los castellanos y se vea con fuerzas para reconquistar Barbastro.

## El sitio
Tras nueve meses de posesión cristiana de la ciudad de Barbastro, en 1065, Ahmed I ben Sulaiman en un rápido contraataque, va a reconquistar con gran facilidad la ciudad, masacrando la pequeña guarnición y en esta nueva batalla, Armengol † caerá en combate.

## Consecuencias
Con su victoria, Ahmed I ben Sulaiman va a adoptar el título de al-Muqtadir («el fuerte por Dios»), y afligido el rey Sancho por la pérdida de Barbastro, hizo incluir en su testamento que cuando fuera conquistada ,  se erigiera en sede episcopal.
La definitiva reconquista de la ciudad fue llevada a término por Pedro I de Aragón en 1101.